# Тиргушор (Констанца)
Тиргушор (рум. Târgușor) — село у повіті Констанца в Румунії. Адміністративний центр комуни Тиргушор.
Село розташоване на відстані 184 км на схід від Бухареста, 36 км на північний захід від Констанци, 111 км на південь від Галаца.

## Населення
За даними перепису населення 2002 року у селі проживали 1374 особи, з них 1371 особа (99,8%) румунів. Рідною мовою 1371 особа (99,8%) назвала румунську.